# Échenilleur de Gray
Edolisoma schisticeps
Espèce
Synonymes
- Coracina schisticeps  (Gray, 1846)[2]

Statut de conservation UICN

 LC  : Préoccupation mineure
L'Échenilleur de Gray (Edolisoma schisticeps) est une espèce d'oiseaux de la famille des Campephagidae.

## Répartition
On le trouve en Nouvelle-Guinée.

## Habitat
Il habite les forêts humides tropicales et subtropicales en plaine et les mangroves.

## Taxonomie
Cette espèce faisait auparavant partie du genre Coracina. Elle a été rattachée au genre Edolisoma, nouvellement créé, par la classification de référence du Congrès ornithologique international (version 8.2, 2018) sur des critères phylogéniques.